# This Is Forever
This Is Forever è il secondo album in studio del gruppo musicale darkwave statunitense She Wants Revenge, pubblicato nel 2007.

## Tracce
1. First, Love – 1:52
2. Written in Blood – 5:00
3. Walking Away – 3:42
4. True Romance – 4:10
5. What I Want – 3:42
6. It's Just Begun – 4:06
7. She Will Always Be a Broken Girl – 5:22
8. This Is the End – 5:44
9. Checking Out – 5:35
10. Pretend the World Has Ended – 4:14
11. Replacement – 5:32
12. All Those Moments – 2:36
13. Rachael – 4:27

## Formazione
- Justin Warfield - voce, chitarra, tastiere
- "Adam 12" Bravin - basso, tastiere, chitarra, drum machine, percussioni, programmazioni, voce